# Tintín en el país de los Soviets
Tintín en el país de los soviets (Tintin au pays des Soviets o Les Aventures de Tintin, reporter du « Petit Vingtième », au pays des Soviets) es el primero de los álbumes de Las aventuras de Tintín escritos e ilustrados por el artista belga Hergé. Originalmente publicada en el suplemento juvenil Le Petit Vingtième entre el 10 de enero de 1929 y el 8 de mayo de 1930, siendo posteriormente recopilada en formato álbum en 1930. Creada para servir de propaganda antimarxista para los niños, fue encargada por el jefe de Hergé, el abate Norbert Wallez, quien llevaba el diario católico belga Le Vingtième Siècle, en donde se publicó Le Petit Vingtième.
El argumento gira en torno al reportero belga Tintín y a su perro Milú, quienes viajan a Moscú, vía Berlín, para hacer un reportaje sobre las políticas instituidas por el dictador comunista Iósif Stalin. Sin embargo, un agente del servicio secreto soviético, la OGPU, intenta que Tintín no lo haga, por lo que le pone trampas para deshacerse de él. A pesar de ello, el joven reportero irá poco a poco descubriendo los secretos de los bolcheviques y cómo estos están robando comida a los ciudadanos soviéticos, manipulando las elecciones y asesinando a sus opositores.
El éxito de los trabajos sobre la historieta de Hergé Las aventuras de Tintín, a partir de la controvertida Tintín en el Congo (1930-31), haría que el autor publicase en ella una nueva serie cómica, titulada Quique y Flupi. Es el único de todos los cómics de Tintín no adaptado posteriormente en color (exceptuando Tintín y el Arte-Alfa dado que no llegó a ser terminado). El autor afirmó que pensó poco en la realización del álbum al considerarlo "sólo un juego" y lo clasificó simplemente como "una transgresión" de su juventud". Por ello, Hergé siempre se opuso a su publicación, pero con el aumento de la producción de ediciones piratas vendidas entre tintinólogos, finalmente permitió una reedición oficial en 1973.

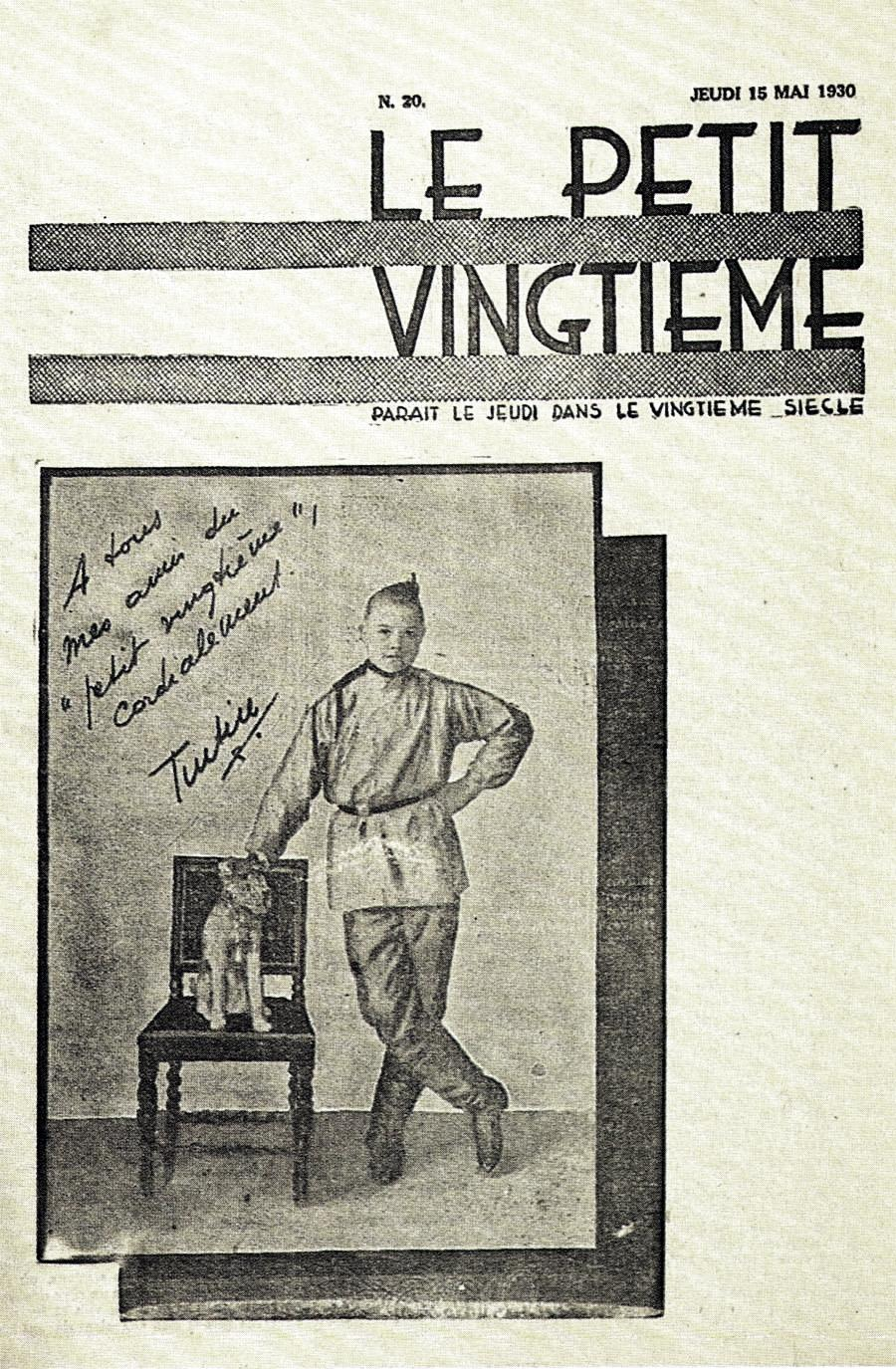
Le Petit Vingtième
(15 de mayo de 1930)

## Argumento
Tintín, un periodista belga del Le Petit Vingtième, es enviado con su perro Milú a la Unión Soviética, para cubrir la información que allí se está produciendo, en un tren desde Bruselas. En su camino a Moscú, un agente de la OGPU (policía secreta soviética) sabotea el tren y acusa al periodista de ser un «pequeño burgués sucio». La policía de Berlín culpa a Tintín del atentado, pero escapa a la frontera de la Unión Soviética. Siguiéndolo de cerca, el agente de la OGPU encuentra a Tintín y le lleva a la oficina del comisario local, al que insta para que el reportero «desaparezca... por accidente». Tintín escapa nuevamente y encuentra «cómo los soviéticos engañan a los pobres idiotas que todavía creen en un Paraíso Rojo», ya que la industria soviética quema fardos de paja y simula el sonido metálico con el fin de engañar a los visitantes comunistas extranjeros de que las fábricas soviéticas no operacionales son productivas.

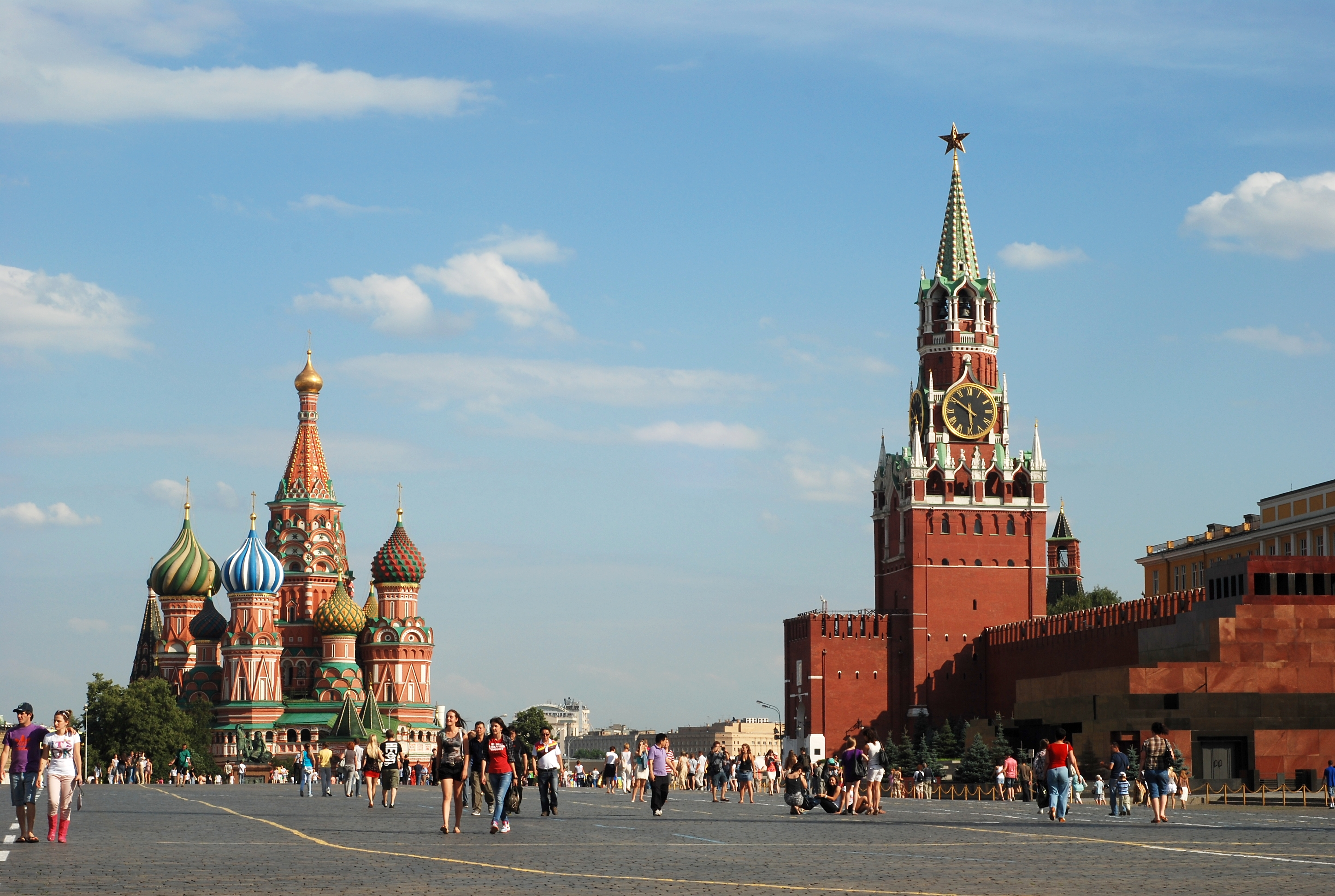
La plaza Roja de Moscú aparece en la historia.

Tintín es testigo de una de las elecciones locales, donde los bolcheviques amenazan a los votantes para garantizar su propia victoria. Cuando tratan de detenerlo, el protagonista se viste como un fantasma para asustar a los funcionarios soviéticos que le persiguen. Tintín intenta abandonar la Unión Soviética, pero los bolcheviques le persiguen, detienen y amenazan con torturarle. Sin embargo, consigue escapar de sus captores y llega a Moscú, donde asegura que los sóviets han convertido «una ciudad maravillosa» en un «lodazal infecto». Tintín y Milú observan a un funcionario del gobierno repartiendo pan a los marxistas sin hogar pero negándolo a los no comunistas; Milú roba un pedazo de pan y se lo da a un niño hambriento no comunista. Tras espiar a una reunión secreta bolchevique, Tintín se entera de que todo el grano soviético se exporta al extranjero con fines propagandísticos y dejan a la gente muriéndose de hambre, ya que el gobierno tiene previsto organizar una expedición «contra los kulaks, los campesinos ricos» y obligarles a punta de pistola a que entreguen su maíz.
Tintín se infiltra en el Ejército soviético y advierte a algunos de los kulaks que oculten sus granos, pero el ejército lo sentencia a muerte por fusilamiento. El reportero había colocado previamente cartuchos de fogueo en los rifles de los soldados, por lo que finge su muerte y escapa por la nieve, donde descubre un escondite bolchevique bajo tierra en una casa embrujada. Un bolchevique lo captura y le informa: «estás en el escondite donde Lenin, Trotski y Stalin han recopilado riqueza robada a la gente». Con la ayuda de Milú, Tintín escapa, se apodera de un avión, y vuela en la noche a Berlín. Los agentes de la OGPU aparecen y encierran a Tintín en un calabozo, pero se escapa con la ayuda de Milú, que se ha vestido de tigre. El último agente de la OGPU intenta secuestrar a Tintín, pero este intento es frustrado y la policía alemana atrapa al criminal soviético que planeaba «volar todas las capitales de Europa con dinamita». Tintín y Milú regresan a Bruselas en medio de una enorme recepción popular.

## Historia

### Contexto y orígenes

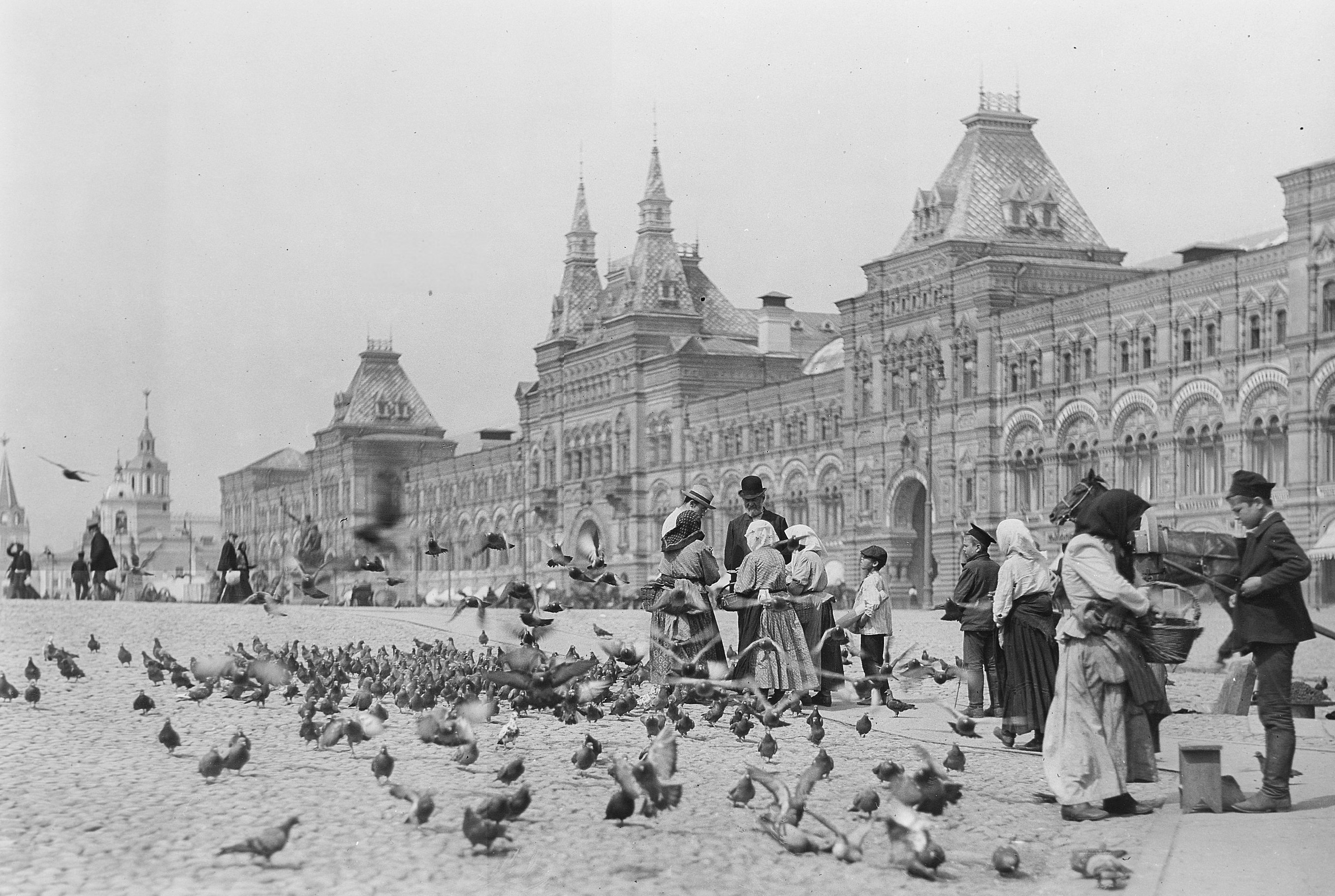
Niños en las calles de Moscú, vendiendo y pidiendo limosna. Hergé plasmó en Tintín en el país de los Soviets mensajes propagandísticos anticomunistas sobre la vida en la Rusia revolucionaria.

Georges Remi —quien sería más conocido con el seudónimo de Hergé— fue contratado para trabajar como ilustrador en Le XXe Siècle, un periódico belga firmemente católico y conservador. Dirigido por el abate Norbert Wallez, quien lo describió como un "periódico católico para la doctrina e información" y con un supuesto punto de vista de extrema derecha y fascista; Wallez se describió como un gran admirador del dictador fascista Benito Mussolini —de quien tenía una imagen en su escritorio—, mientras que Léon Degrelle, quien más tarde se convertiría en líder del grupo fascista belga los rexistas, trabajó como corresponsal extranjero para el periódico. El tintilogista Harry Thompson explica que esas ideas políticas eran habituales en la Bélgica de aquella época y el ambiente de Hergé se impregnó de las ideas conservadoras que giraban alrededor del "patriotismo, el catolicismo, la moral estricta, la disciplina, y la ingenuidad". El sentimiento anticomunista era fuerte y una exposición soviética que tuvo lugar en Bruselas en enero de 1928 fue objeto de vandalismo en medio de las manifestaciones por el Movimiento Nacional de la Juventud fascista en el que Degrelle tomó parte.
Wallez decidió comenzar la realización del suplemento infantil Le Petit Vingtième, que fue publicado en Le XXe Siècle todos los jueves, y nombró director a Hergé. La publicación del ideario sociopolítico de Wallez a sus jóvenes lectores, significaba también, la llegada a este público del sentimiento explícito profascista y antisemita del abate. Además de ayudar a editar el suplemento, Hergé trabajó inicialmente como ilustrador en L'extraordinaire aventure de Flup, Nénesse, Puosette et Cochonnet, el cual había sido escrito por un responsable de la sección deportiva del periódico y que narraba las aventuras de dos niños, una de sus hermanas y su cerdo de goma. Sin embargo, Hergé se encontró insatisfecho con las tareas que realizaba y quería escribir e ilustrar una creación suya.
Desde julio de 1926, Hergé ya contaba con alguna experiencia en la creación de tiras cómicas con Les Aventures de Totor C.P. des Hannetons para el escultismo del periódico Le Boy Scout Belge, para el que se basó en la vida de Totor, el líder de una patrulla de los boy-scouts. Tintinlogistas como Thompson, Michael Farr y Pierre Assouline han notado una fuerte influencia de Totor sobre Tintín, junto con Jean-Marc y Randy Lofficier, quienes afirman que "gráficamente, Totor era prácticamente idéntica a Tintín, exceptuando el uniforme de boy-scout". Hergé nunca negó esto, describiendo a Tintín como el hermano menor de Totor. Los hermanos Lofficier también notaron otras similitudes entre las aventuras de Totor y las de Tintín, principalmente en el estilo del dibujo, el ritmo rápido de la historia y el uso del humor. Hergé también tenía experiencia en la creación de propaganda anticomunista, pues produjo una serie de sketches satíricos para Le Sifflet en octubre de 1928 titulado "El 70 por ciento de los chefs comunistas son patos impares".

### Influencias y análisis
Hergé quiso que su nuevo personaje, Tintín, tuviera una aventura en la que fuera a Estados Unidos, donde encontraría a los nativos americanos —pueblo que fascinaba a Hergé desde su niñez— en sus aventuras. El abate Wallez, sin embargo, no estaba de acuerdo con el destino elegido y Hergé sólo fue capaz de conseguir llevar su historieta elegida en Tintín en América (1932). En su lugar, Wallez quería que Hergé enviase a su reportero a la Unión Soviética, fundada por el Partido Bolchevique, un grupo marxista-leninista que había tomado el poder en el Imperio ruso gracias al apoyo popular durante la Revolución de octubre de 1917. Los bolcheviques alteraron de forma notable la sociedad rusa tras la nacionalización de la industria y la sustitución de una economía capitalista por una socialista, con el fin de establecer la dictadura del proletariado. En la década de 1920, quien había establecido el sistema y era el primer líder de la Unión Soviética, Vladimir Lenin, había fallecido y fue sustituido en su cargo por Iósif Stalin. Wallez, firme católico y de ideas políticas de extrema derecha, estaba muy en contra de los ateos y del gobierno soviético, y quería que la primera aventura de Tintín reflejara este sentimiento para enseñar a los jóvenes lectores ideas antimarxistas y antisocialistas. Tras comentar que su obra se produjo con objetivos propagandísticos, Hergé declaró que se había "inspirado en el ambiente de trabajo" que le enseñó que ser católico es ser anti-marxista, debido a cuánto le consternó la matanza bolchevique de la familia real Romanov en julio de 1918.

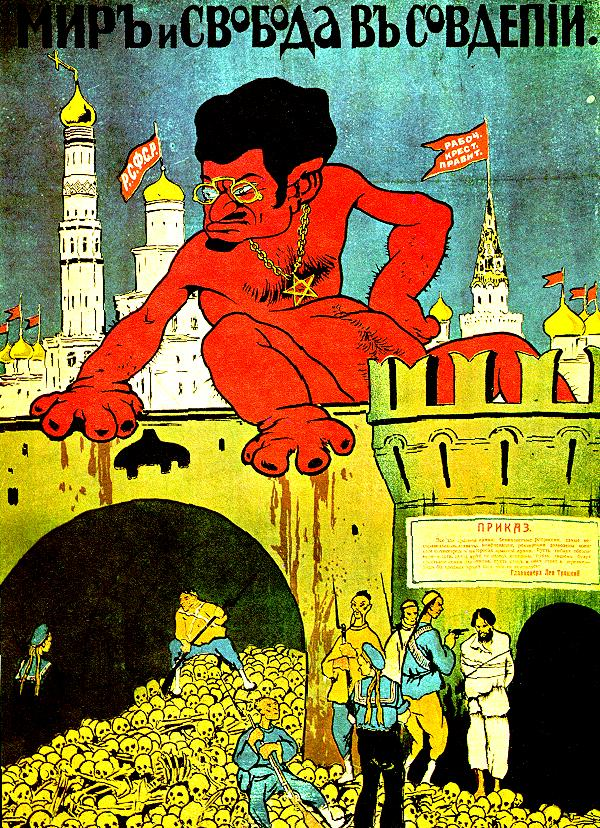
Propaganda antisoviética, en la que se muestra el denominado «Terror Rojo» personificado en León Trotski.

Hergé no tuvo tiempo para visitar la Unión Soviética ni de analizar la información publicada al respecto. En cambio, basó la información que tenía sobre el país únicamente en un folleto, Moscou sans voiles («Descubriendo Moscú»), que había sido escrito por Joseph Douillet (1878–1954), un ex cónsul belga en Rostov del Don que había pasado nueve años en Rusia tras la revolución de 1917. Publicado en Bélgica y Francia en 1928, Moscou sans voiles se vendió bien a un público que no dudó en creer los mensajes antibolcheviques de Douillet, muchos de los cuales eran de dudosa precisión. El tintilogista Michael Farr señaló que "Hergé libremente, aunque de forma selectiva, tomó escenas enteras de la obra de Douillet", incluyendo "el episodio de las escalofriantes elecciones aparecidas en la página 32 del libro de Tintín", que era "casi idéntico" a la descripción de Douillet en Moscou sans voiles. La falta de conocimiento sobre la Unión Soviética de Hergé dio lugar a muchos errores. De hecho, la historia contiene referencias a plátanos, gasolina Shell y galletas Huntley & Palmers, productos que no existían en la Unión Soviética en ese momento. El autor también cometió errores en los nombres rusos, por lo general añadiendo la terminación polaca "-ski" para los nombres propios, en lugar del equivalente ruso "-vitch".
En la creación de En el país de los Soviets, Hergé fue influenciado por las innovaciones dentro de la tira del cómic. Reconoció una fuerte influencia del dibujante francés Alain Saint-Ogan, productor de la serie Zig et Puce. Los dos se conocieron el año siguiente, convirtiéndose en amigos de por vida. Hergé también fue influenciado por los cómics americanos contemporáneos que el periodista Léon Degrelle había escrito a Bélgica desde México, donde estuvo destinado para informar sobre la Guerra Cristera. Estos cómics estadounidenses incluyeron obras como Bringing Up Father de George McManus, Krazy Kat de George Herriman y Katzenjammer Kids de Rudolph Dirks. Farr creía que el cine contemporáneo influyó en Tintín en el país de los Soviets, indicando similitudes entre las escenas en el libro con las persecuciones policiales de las películas de Keystone Cops, la persecución del tren de Buster Keaton en The General y con las imágenes expresionistas de las obras de directores como Fritz Lang. Farr resume esta influencia comentando que, "como pionero del cómic, Hergé no tenía miedo de recurrir a un medio moderno para desarrollar otro".

### Publicación
Antes de la serialización se publicó un anuncio el 4 de enero de 1929 en la edición de Le Petit Vingtième que decía: "siempre estamos deseosos de satisfacer a nuestros lectores y mantenerlos al tanto de los asuntos exteriores. Por ello, hemos enviado a Tintín, uno de nuestros mejores periodistas, a la Rusia soviética". La ilusión de Tintín como un verdadero reportero del periódico, y no un personaje de ficción, fue subrayada por la afirmación de que el cómic no era una serie de dibujos, sino compuesta por fotografías tomadas de la aventura de Tintín. El biógrafo y tintinólogo Benoît Peeters, pensó en esto como una broma privada entre el personal de Le Petit Vingtième, aludiendo al hecho de que Hergé había sido empleado originalmente como fotógrafo-reportero, un trabajo que nunca se cumplió. El crítico literario Tom McCarthy más tarde comparó este enfoque con el de la literatura europea del siglo XVIII, que a menudo presentaba narraciones de ficción como de no ficción.
La primera entrega de Tintín en el país de los Soviets apareció en la edición del 10 de enero de 1929 de Le Petit Vingtième, y se publicó una nueva entrega semanal hasta el 8 de mayo de 1930. Hergé no trazó la historia de antemano, sino que improvisó nuevas situaciones sobre la base semanal, algo que Jean-Marc y Randy Lofficier describieron como: "tanto la historia como el apartado gráfico, Hergé estaba aprendiendo su oficio ante nuestros ojos". Hergé admitió que el trabajo fue llevado de urgencia, pues "el Petit Vingtième salió el miércoles por la noche y yo, a menudo, no tenía ni idea la mañana del miércoles de cómo iba a conseguir Tintín salir de la difícil situación que le había puesto la semana anterior". Michael Farr considera esta evidencia, señalando que muchos dibujos fueron "crudos, rudimentarios, [y] apresurados", que carecen del "pulido y refinamiento" que Hergé adquiriría más adelante. En contraste, ciertas láminas eran de la "máxima calidad" y exhibían la "extraordinaria capacidad como dibujante" de Hergé.
La historieta fue un éxito inmediato entre los jóvenes lectores. Como dijo Harry Thompson, la trama habría sido popular entre el padre belga medio, explotando su sentimiento anticomunista y la alimentación de sus temores con respecto a los rusos. La popularidad de la serie llevó a Wallez a organizar trucos publicitarios para aumentar el interés. El primero de ellos fue la publicación del día de los Inocentes de una carta falsificada que pretendía ser de la OGPU (policía secreta soviética), que confirmaba la existencia de Tintín, y advirtiendo que si no cesaba la publicación de "estos ataques contra los soviéticos y el proletariado revolucionario de Rusia, todos morirán muy pronto".
El segundo fue un acto publicitario por etapas, sugerido por el periodista Charles Lesne, que tuvo lugar el jueves 8 de mayo de 1930. Durante la maniobra, el joven de 15 años de edad Lucien Pepermans, amigo de Hergé que tenía las características de Tintín, llegó a la estación de tren Gare du Nord de Bruselas a bordo del expreso que llegaba a Lieja desde Moscú, vestido con un atuendo ruso como Tintín y acompañado de un perro blanco. Posteriormente Hergé afirmó, erróneamente, que había acompañado a Pepermans. Fueron recibidos por una multitud de seguidores, que acosaron a Pepermans y lo detuvieron entre ellos. Marcharon en limusina a las oficinas de Le Vingtième Siècle, donde fueron recibidos por otras multitudes —principalmente de las juventudes católicas— y Pepermans pronunció un discurso en el balcón del edificio, antes de que repartieran regalos a los aficionados.
Desde el 26 de octubre de 1930, Tintín en el país de los Soviets fue redifundido en la revista católica francesa Coeurs vaillants («corazones valientes»), recientemente fundado por el abate Gaston Courtois. Courtois había viajado a Bruselas para reunirse con Wallez y Hergé, pero tras su publicación pensaron que sus lectores no entenderían el sistema de bocadillos en la historieta, añadiendo frases explicativas debajo de cada imagen. Esto enfureció a Hergé, quien sin éxito "intervino apasionadamente" para detener los añadidos. La publicación fue altamente significativa para iniciar la carrera internacional de Hergé. La historia también fue reproducido en su forma original en L'écho illustré, un semanario suizo, desde 1932 en adelante. Tras reconocer la viabilidad comercial de la historieta, Wallez lo publicó en forma de libro en septiembre de 1930 a través de la editorial de Bruselas Éditions du Petit Vingtième, en una tirada de 10 000 ejemplares a un precio de veinte francos. Los primeros 500 ejemplares numerados y firmados por Hergé usaron la firma de Tintín, con la impresión de la pata de Milú dibujado por la secretaria de Wallez, Germaine Kieckens, quien más tarde se convirtió en la primera mujer de Hergé.

### Ediciones posteriores
Desde 1942 en adelante, Hergé comenzó a redibujar y colorear sus anteriores aventuras de Tintín para Casterman, pero optó por no hacerlo con Tintín en el país de los Soviets, pues consideraba su historia demasiado cruda. Avergonzado por esta obra, el propio Hergé la calificó como "transgresión de [su] juventud". Jean-Marc y Randy Lofficier creen que otro factor en su decisión podría haber sido la virulenta temática antimarxista de la historia, lo que habría sido impopular en medio de la creciente simpatía de Europa occidental por el marxismo después de la Segunda Guerra Mundial.
Como Las aventuras de Tintín se hicieron cada vez más populares en la Europa occidental y algunos de los libros más raros se convirtieron en objetos de colección, la edición original impresa de Tintín en el país de los Soviets se convirtió en un objeto altamente valorado. Como resultado, los estudios Hergé publicaron 500 ejemplares numerados con motivo del 40.º aniversario de la serie en 1969. Esto animó aún más la demanda, lo que llevó a la producción de ediciones piratas de una "calidad mediocre", que se vendieron a "precios muy altos". Para detener este comercio ilegal, Hergé aceptó una reedición en 1973 como parte de la colección Archives Hergé, donde apareció en un volumen recogido junto a Tintín en el Congo y Tintín en América. Como las ediciones piratas continuaban a la venta, Casterman produjo una edición facsímil de la original en 1981. Durante la década siguiente fue traducido a nueve idiomas con una edición en inglés traducido por Leslie Lonsdale-Cooper y Michael Turner, publicado por Sundancer en 1989. Esta edición fue reeditado en 1999 por el 70.º aniversario de Tintín en el país de los Soviets.
El sociólogo John Theobald señaló que por la década de 1980, la trama del libro se había convertido en "social y políticamente aceptable" en el mundo occidental como parte de la intensificación de Ronald Reagan de la Guerra fría y el aumento de la hostilidad hacia el marxismo y el socialismo. Este clima cultural permitió que aparezca "en los estantes de los hipermercados como literatura infantil adecuada para el nuevo milenio". Ese mismo tema impidió su publicación en la China gobernada por el Partido Comunista, donde fue la única aventura completada no traducida por Wang Bingdong y publicado oficialmente a comienzos del siglo XXI.

## Acogida de la crítica

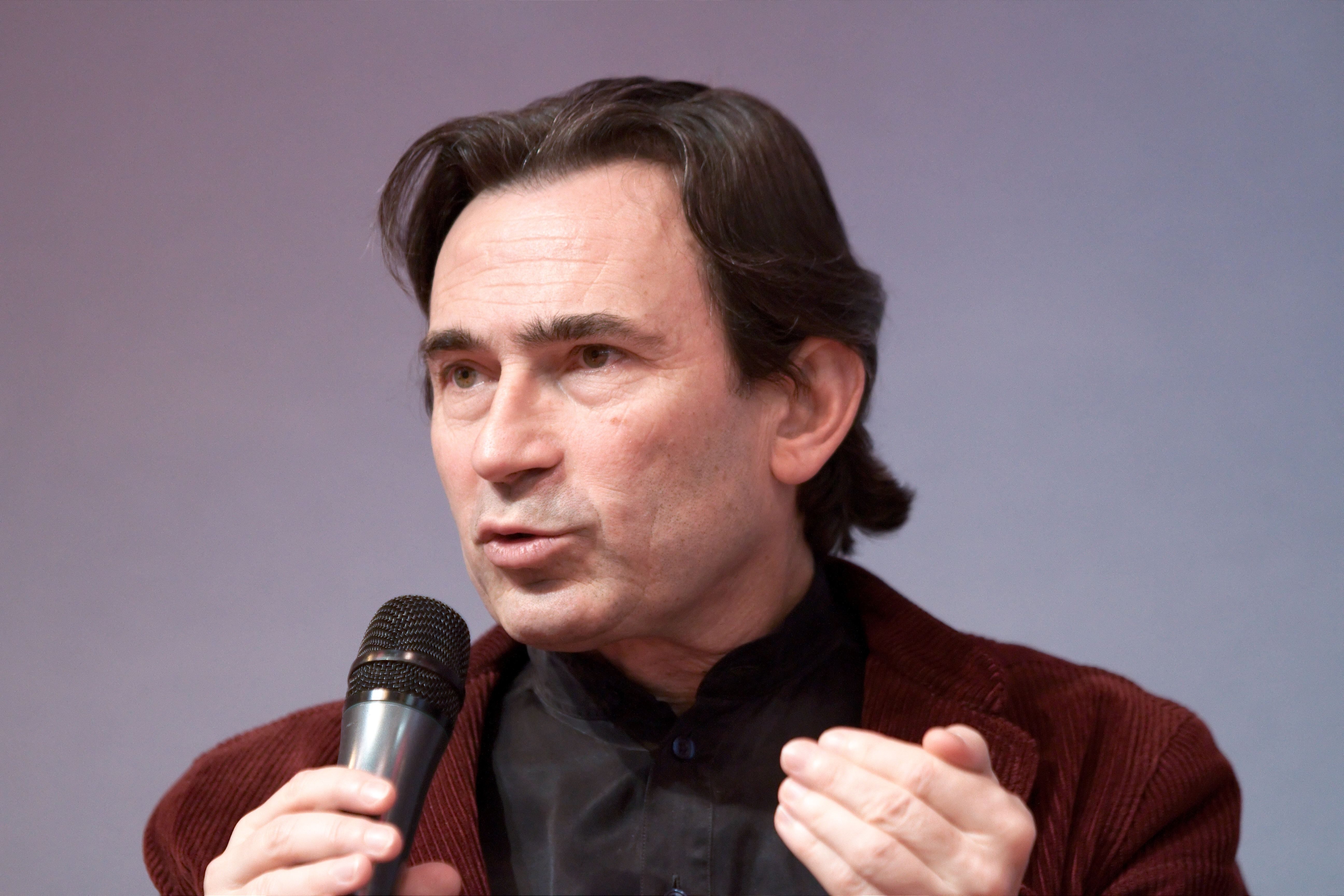
El escritor Benoît Peeters en la Feria del libro de París durante el debate ¿Tiene futuro el derecho de autor?

En su estudio sobre el legado cultural y literario de Bruselas, André De Vries destacó que Tintín en el país de los Soviets fue "crudo para los estándares posteriores de Hergé, en todos los sentidos de la palabra". Simon Kuper, del Financial Times, criticó que, tanto Tintín en el país de los Soviets como la posterior Tintín en el Congo eran "las peores" de las aventuras, por ser "mal dibujado" y tomarse "gran parcela libre". El sociólogo John Theobald, de la Southampton Solent University, argumentó que Hergé no tenía ningún interés en el suministro de información objetiva sobre la Unión Soviética, pues sólo quería adoctrinar a sus lectores contra el marxismo al mostrar las amañadas elecciones del aparato bolchevique, matando a opositores y el robo del grano de la gente. Según el crítico literario Jean-Marie Apostolidès de la Universidad de Stanford, Hergé describió a los bolcheviques como "el mal absoluto", pero era incapaz de comprender cómo habían llegado al poder o en qué consistían sus opiniones políticas. Esto significaba que Tintín no lo sabía tampoco, resguardando así al "mundo de la miseria" soviética y la lucha contra los bolcheviques, sin ser capaz de fomentar una contrarrevolución eficaz. El crítico literario Tom McCarthy describió la trama como "bastante sencilla" y criticó a la representación de los bolcheviques como "una pantomima de recortes".
El tintilogista Benoît Peeters fue muy crítico con las primeras páginas de la historia al señalar que esas ilustraciones figuran entre las peores de Hergé y apuntó que "uno no podría haber imaginado un debut menos notable para un trabajo destinado a tal grandeza". Peeters cree que Tintín era un "personaje Sartresco" existencialista que existía sólo a través de sus acciones, que funciona simplemente como un vehículo narrativo a través del libro. Cuando Hergé mostró su talento, pensó Peeters, era en la transmisión de movimiento y en la utilización de la lengua de una manera "constantemente imaginativa". Peeters consideró lo "absurdo" de la historia como su mejor característica y rechazó hipótesis plausibles en favor de las "extrañas alegrías", como que Tintín se congele y se descongele inmediatamente o Milú se disfrace con una piel de tigre para ahuyentar a un tigre real. Pierre Assouline, biógrafo de Hergé, describió la imagen del escritor de la Unión Soviética en el cómic como "una visión dantesca de la pobreza, el hambre, el terror y la represión".
Con motivo del estreno de la película Las aventuras de Tintín de Steven Spielberg en 2011, la British Broadcasting Company (BBC) encargó un documental dedicado a Tintín en el país de los Soviets en el que el periodista Frank Gardner —quien consideró a Tintín el héroe de su adolescencia— visitó Rusia defendiendo la veracidad del relato de Hergé en relación con "los abusos a los derechos humanos" por parte de los soviéticos. El documental se estrenó el domingo 30 de octubre de 2011 en BBC Two, fue producido por Graham Strong, con Luned Tonderai como productor y Tim Green como productor ejecutivo. Gardner escribió sobre la experiencia del rodaje en un artículo para el periódico conservador The Daily Mail, en la que afirmaba que, tras la primera lectura del cómic, pensó que los dibujos eran toscos y la trama improbable. David Butcher hizo una crítica del documental para la Radio Times, en el que opinó que el viaje de Gardner era aburrido en comparación con la aventura del cómic, pero alabando a algunos "grandes momentos", como la escena en que Gardner probó un descapotable Amilcar CGSS de 1929, tal como lo hiciera Tintín en la aventura.